# Sarrageois
Sarrageois ist eine französische Gemeinde mit 194 Einwohnern (Stand: 1. Januar 2022) im Département Doubs in der Region Bourgogne-Franche-Comté.

## Geographie
Sarrageois liegt auf 950 m über dem Meeresspiegel, etwa 23 Kilometer südwestlich der Stadt Pontarlier (Luftlinie). Das Straßenzeilendorf erstreckt sich im Jura, leicht erhöht am nördlichen Talhang der Längsmulde des Val de Mouthe, über der Niederung des Doubs nördlich des Risoux, nahe der Grenze zur Schweiz.
Die Fläche des 13,22 km² großen Gemeindegebiets umfasst einen Abschnitt des französischen Juras. Der zentrale Teil des Gebietes wird von der rund zwei Kilometer breiten Längsmulde des Val de Mouthe eingenommen, die in geologisch-tektonischer Hinsicht eine Synklinale bildet. Der Doubs mäandriert durch eine weite Talniederung und entwässert das Gebiet nach Nordosten. Auf seiner Nordwestseite wird die Talsenke von der bewaldeten Höhe des Bois de la Pila (1078 m) flankiert. Mit einem schmalen Streifen erstreckt sich das Gemeindeareal nach Süden in das teils bewaldete, teils mit Weideland bedeckte Gebiet von Crêt Sapeau (1292 m) und Crêt Gellin, auf dem mit 1314 m die höchste Erhebung von Sarrageois erreicht wird. Es gibt hier keine oberirdischen Fließgewässer, weil das Niederschlagswasser im verkarsteten Untergrund versickert. Ganz im Süden befinden sich die Höhen des Petit Risoux. Das Gemeindegebiet ist Teil des Regionalen Naturparks Haut-Jura (frz.: Parc naturel régional du Haut-Jura).
Nachbargemeinden von Sarrageois sind Mouthe und Rondefontaine im Westen, Remoray-Boujeons im Norden, Gellin und Les Villedieu im Osten sowie die schweizerische Gemeinde Le Lieu im Süden.

## Geschichte
Erstmals urkundlich erwähnt wird Sarrageois im Jahr 1296 unter dem Namen Charagey. Seit dem Mittelalter gehörte es zur Herrschaft Mouthe. Zusammen mit der Franche-Comté gelangte das Dorf mit dem Frieden von Nimwegen 1678 an Frankreich. Heute ist Sarrageois Mitglied des Gemeindeverbandes Lacs et Montagnes du Haut-Doubs.

## Sehenswürdigkeiten

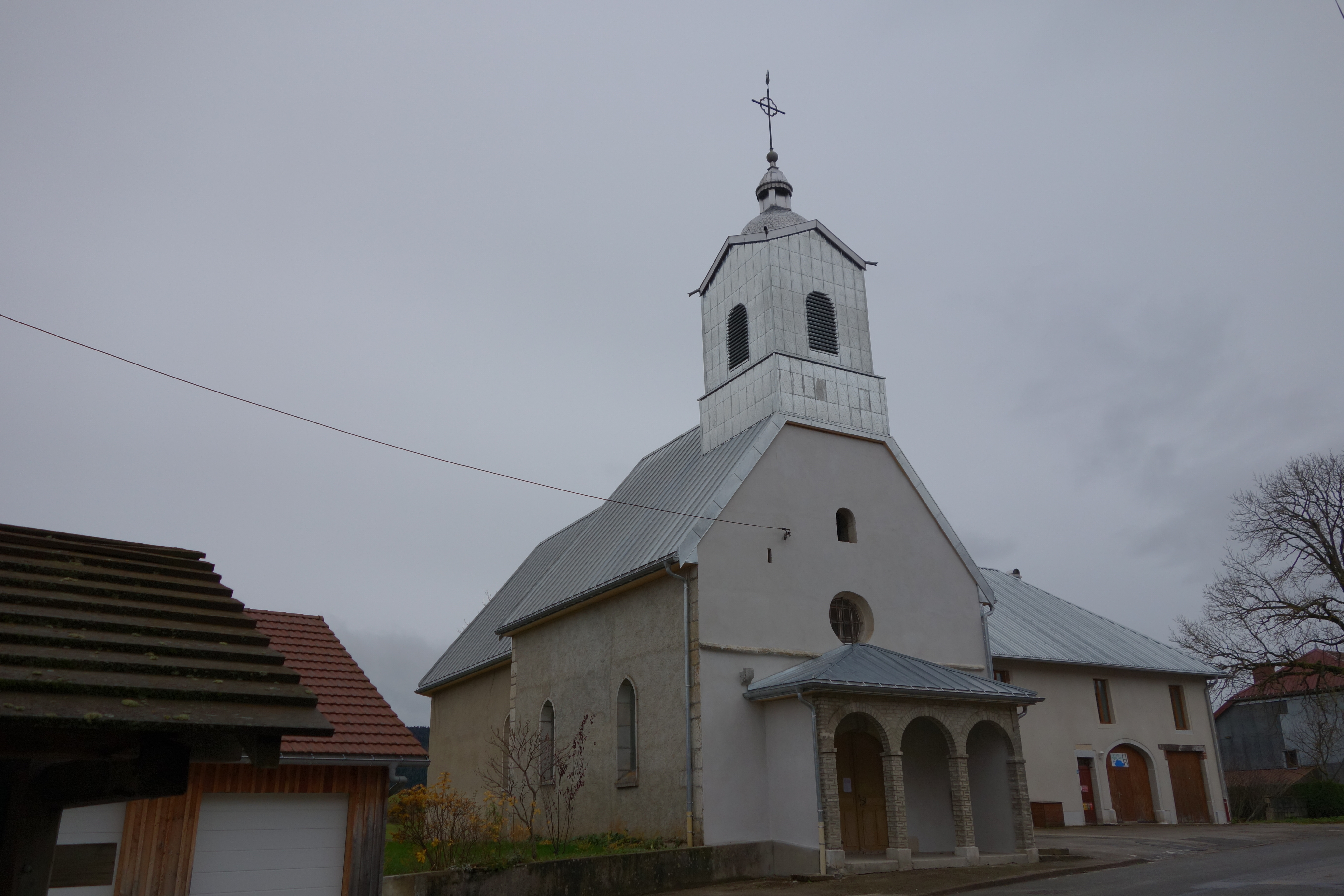
Kirche der Unbefleckten Empfängnis

Die Église de l’Immaculée-Conception (Kirche der Unbefleckten Empfängnis) in Sarrageois wurde 1682 erbaut und später vergrößert. Im Ortskern sind einige charakteristische Bauernhäuser im traditionellen Stil des Hochjuras erhalten.

## Bevölkerung
| Jahr                       | 1962 | 1968 | 1975 | 1982 | 1990 | 1999 | 2006 | 2018 |
| Einwohner                  | 129  | 117  | 110  | 83   | 78   | 106  | 139  | 196  |
| Quellen: Cassini und INSEE |      |      |      |      |      |      |      |      |

Mit 194 Einwohnern (1. Januar 2022) gehört Sarrageois zu den kleinsten Gemeinden des Départements Doubs. Nachdem die Einwohnerzahl in der ersten Hälfte des 20. Jahrhunderts abgenommen hatte (1881 wurden noch 170 Personen gezählt), wurde seit Beginn der 1990er Jahre wieder ein Bevölkerungswachstum verzeichnet.

## Wirtschaft und Infrastruktur
Sarrageois war bis weit ins 20. Jahrhundert hinein ein vorwiegend durch die Landwirtschaft, insbesondere Milchwirtschaft und Viehzucht, sowie durch die Forstwirtschaft geprägtes Dorf. Daneben gibt es heute einige Betriebe des lokalen Kleingewerbes, darunter ein Unternehmen der Holzverarbeitung. Einige Erwerbstätige sind auch Wegpendler, die in den größeren Ortschaften der Umgebung ihrer Arbeit nachgehen.
Die Ortschaft liegt abseits der größeren Durchgangsstraßen nahe der Departementsstraße D437, die von Saint-Laurent-en-Grandvaux nach Pontarlier führt.